# Lawrence and Chapin Building
El Lawrence and Chapin Building (también conocido como Vermeulen Furniture Building) es un edificio comercial ubicado en 201 North Rose Street en Kalamazoo, al sur del estado de Míchigan (Estados Unidos). Fue incluido en el Registro Nacional de Lugares Históricos en 1983.

## Historia
La fabricación de hierro fue la primera industria pesada de Kalamazoo. A mediados del siglo XIX, se construyó en este sitio una fábrica de implementos de hierro. En 1870, la firma propiedad de William S. Lawrence y el L. C. Chapin inició la construcción de este edificio, diseñado por el arquitecto Lemuel Dwight Grosvenor, en el mismo sitio. La firma Bush & Patterson construyó la fábrica. La construcción se terminó en 1872 y la empresa se convirtió rápidamente en un éxito. Sin embargo, a medida que avanzaba el siglo, el hierro dio paso al acero. Chapin murió y Lawrence perdió su fortuna. Hacia el cambio de siglo, vendió esta fábrica. Posteriormente, el edificio albergó una misión, una pista de patinaje y una estación de tren interurbano. Luego se vendió a Vermeulen Furniture Company, que ocupó el edificio durante más de 50 años. El edificio fue renovado en 1994 como parte del proyecto Arcadia Commons.

## Descripción
El edificio Lawrence & Chapin es una enorme estructura de ladrillo de estilo Segundo Imperio de cuatro pisos rematada con un techo abuhardillado con una torre central. Las buhardillas perforan el techo. El edificio mide 20,7 m de ancho y 57,3 de profundidad. Los muelles dividen la fachada en tramos; los pilares se rematan con soportes de cornisa emparejados. Las ventanas tienen cabezas redondas.